# Apoloog
Apoloog (afgeleid van het Oudgriekse: ἀπόλογος, apólogos) is een kort allegorisch verhaal, gebruikt als een les zonder dat dit expliciet blijkt uit de apoloog zelf.
Net als een parabel wordt een apoloog gebruikt als een rhetorisch argument, bedoeld om te overtuigen.